# Turkey Creek (Arizona)
Turkey Creek es un lugar designado por el censo ubicado en el condado de Navajo en el estado estadounidense de Arizona. En el Censo de 2010 tenía una población de 294 habitantes y una densidad poblacional de 138,09 personas por km².

## Geografía
Turkey Creek se encuentra ubicado en las coordenadas 33°48′4″N 109°56′46″O / 33.80111, -109.94611. Según la Oficina del Censo de los Estados Unidos, Turkey Creek tiene una superficie total de 2.13 km², de la cual 2.13 km² corresponden a tierra firme y (0%) 0 km² es agua.

## Demografía
Según el censo de 2010, había 294 personas residiendo en Turkey Creek. La densidad de población era de 138,09 hab./km². De los 294 habitantes, Turkey Creek estaba compuesto por el 0% blancos, el 0% eran afroamericanos, el 100% eran amerindios, el 0% eran asiáticos, el 0% eran isleños del Pacífico, el 0% eran de otras razas y el 0% pertenecían a dos o más razas. Del total de la población el 1.36% eran hispanos o latinos de cualquier raza.